# Cimitirul armenesc-gregorian din Chișinău
Cimitirul armenesc-gregorian sau armean-gregorian este un cimitir amplasat pe strada Valea Trandafirilor 11 din Chișinău. Aici sunt amplasate, de fapt, două cimitire: armenesc-gregorian, cu paraclisul Capela Învierea Mântuitorului din Chișinău, și cel romano-catolic polonez, cu paraclisul Capela Oganowici. Întrucât aceste două cimitire nu sunt delimitate de un hotar clar, ele sunt percepute ca un singur cimitir.

## Istorie
Înainte de apariția mormintelor, pe teritoriul cimitirelor se afla un azil pentru bătrâni și o grădină. La sfârșitul anilor 1940 cimitirul a fost refăcut în cimitir obișnuit orășănesc. În 1960 o parte din morminte au fost distruse, pentru ca terenul astfel obținut să fie folosit pentru alte morminte.

## Statut de protecție
Până în mai 2025, în Registrul monumentelor Republicii Moldova ocrotite de stat figurau doar cimitirele, cu numerele 187 și 188 dar fără precizarea care la ce număr se află. Prin Hotărârea nr. 101 din 22 mai 2025 privind modificarea Registrului monumentelor Republicii Moldova ocrotite de stat, aprobat prin Hotărârea Parlamentului nr. 1531/1993, intrată în vigoare la 28 mai 2025, în Registru au fost introduse capela și paraclisul și s-a precizat numărul de registru al fiecărui cimitir. Astfel, în prezent paraclisul și cimitirul armenesc-gregorian constituie împreună un monument istoric, de artă și arhitectural de importanță națională inclus în Registrul monumentelor Republicii Moldova ocrotite de stat cu nr. 188 (municipiul Chișinău), cele două poziții fiind descrise după cum urmează:
- Cimitir cu complex de monumente (sector armenesc-gregorian)
- Biserica „Învierea Domnului” (paraclis al cimitirului armenesc‑gregorian)

Conform aceluiași document, biserica datează din anul 1916, iar cimitirul din sec. VIII-XX.